# Уне Ларссон, Якоб
Якоб Уго Уне Ларссон (швед. Jacob Hugo Une Larsson; 8 апреля 1996, Стокгольм, Швеция) — шведский футболист, защитник клуба «Юргорден», выступающий на правах аренды за клуб «Панетоликос». Участник Олимпийских игр 2016 года в Рио-де-Жанейро.

## Клубная карьера
Ларссон — воспитанник клуба «Броммапойкарна». 22 октября 2011 года в матче против «Броммапойкарна» он дебютировал в «Юнгшиле» он дебютировал в Суперэттан. 2 октября 2012 года в поединке против «Треллеборга» Якоб забил свой первый гол за «Броммапойкарна». По итогам сезона Ларссон помог команде занять второе место и выйти в элиту. В матче против «Эстера» он дебютировал в Аллсвенскан лиге. 27 апреля в поединке против «Юргордена» Якоб забил свой первый гол на высшем уровне.
Летом 2016 года Ларссон на правах свободного агента перешёл в «Юргорден», подписав контракт на три года. 19 апреля в матче против «Хаммарбю» он дебютировал за новый клуб. 2 октября в поединке против «Эребру» Якоб забил свой первый гол за «Юргорден».

## Международная карьера
В 2016 году Якоб в составе олимпийской сборной Швеции принял участие в Олимпийских играх в Рио-де-Жанейро. На турнире он сыграл в матчах против команд Нигерии и Японии.
12 января 2017 года в товарищеском матче против сборной Словакии Уне Ларссон дебютировал за сборную Швеции.
В том же году в составе молодёжной сборной Швеции Уне Ларссон принял участие в молодёжном чемпионате Европы в Польше. На турнире он сыграл в матчах против команд Англии, Польши и Словакии.

## Достижения
- Обладатель кубка Швеции: 2018